# Hexentric

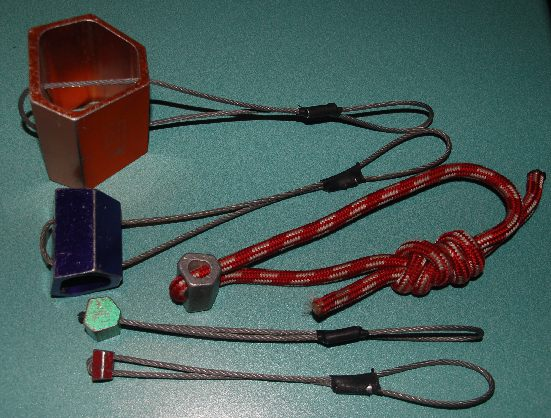
Hexentrics: Große und mittlere mit Hohlprofil, kleine mit Vollprofil, mit Drahtschlingen und Reepschnur.

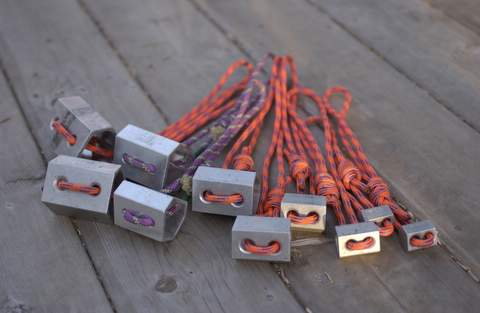
Hexentrics von Black Diamond

Ein Hexentric (griech. hexa „sechs“, umgangssprachlich „Hex“) ist eine mobile, d. h. wieder entfernbare Klettersicherung, die in Rissen, Spalten und Öffnungen im Fels verankert wird. Sie wird als Zwischensicherung oder Standsicherung verwendet.
Black Diamond nennt die Klemmkeile Hexentric, Wild Country bezeichnet sie als Rockcentrics.

## Konstruktion und Form
Der Hexentric ist ausgeformt als asymmetrisches Sechskantprofil, welches an den Stirnseiten angeschrägt ist. Typische Größen variieren von etwa 10 bis 100 mm. Kleinere Hexentrics, d. h. unterhalb eines Durchmessers von ca. 20 mm, werden zumeist als Vollprofil ausgeführt, während größere Hexentrics ein Hohlprofil aufweisen, um Gewicht zu sparen. Auf zwei parallelen, gegenüberliegenden Langseiten befindet sich jeweils ein Lochpaar, durch das eine geschlossene Drahtschlinge oder Reepschnur durchgeführt ist.
Die drei anderen Seitenpaare sind jeweils so gegeneinander leicht angeschrägt, dass sie in Richtung zum langen Ende der Drahtschlinge hin konisch zulaufen. Dabei sind die Abstände dieser drei Seitenpaare gegeneinander gestaffelt, wodurch ein Hexentric dem Benutzer drei verschiedene Keilmaße zur Verfügung stellt. Die Seiten sind bei Hexentrics planar ausgeführt, bei Rockcentrics sind sie gekurvt. Im letzteren Fall liegen sich zumeist eine konvexe und eine konkave Seite gegenüber.
In Form eines Aufdruckes ist eine Nenn-Sturzbelastung angegeben. Diese liegt zumeist oberhalb von 10 kN.

## Funktionsweise und Gebrauch
Hexentrics werden vorwiegend beim alpinen oder Sportklettern eingesetzt. Dabei werden sie in vorhandene Strukturen des Felses geklemmt, welche in Hauptbelastungsrichtung zulaufen.
Die Hauptbelastungsrichtung weist bei Zwischensicherungen als Sturzrichtung nach unten, im Standbau ebenfalls; dort kann sie allerdings auch aufwärts weisen, wenn der Hexentric dazu verwendet wird, den Stand nach unten zu verspannen. Auch sind seitliche Hauptbelastungsrichtungen möglich, wenn der Hexentric mit anderem mobilen Sicherungsmaterial verspannt wird.
Strukturen, welche nach vorne zulaufen, finden sich zumeist in Felsrissen, zwischen großen Felsblöcken und an den Öffnungen von Hohlräumen. Der Hexentric wird von einer breiteren Stelle her in die Öffnung eingeführt und so platziert, dass zwei gegenüberliegende Seiten, welche konstruktionsbedingt konisch zulaufen und dergestalt einen Keil bilden, sich in der Öffnung formschlüssig verklemmen. In dieser Position wird er festgezogen, um ein unbeabsichtigtes Herausrutschen zu verhindern.
Der Hexentric kann in drei möglichen Orientierungen platziert werden: klemmend zwischen den zwei verschiedenen schlingenfreien Langseitenpaaren und zwischen den Stirnseiten. Die Keilbreiten sind in allen drei möglichen Orientierungen verschieden, so dass eine Orientierung passend zur Felsstruktur gewählt werden kann.
Nach Gebrauch kann der Hexentric rückwärts wieder herausgenommen werden. Wenn er fest klemmt, hilft es häufig, an der Drahtschlinge oder Reepschnur entgegen der Hauptbelastungsrichtung zu ziehen oder zu reißen. Auch werden Klemmkeilentferner zum Lösen festsitzender Hexentrics eingesetzt.

## Weitere Hinweise
Zugbelastungen und Stürze werden von Hexentrics vor allem in die vorgesehene Hauptbelastungsrichtung gehalten. Eine Belastung in eine andere Richtung kann unter Umständen den Hexentric aus seiner Position herausreißen. Die durch die Keilwirkung auf den Fels übertragene Sprengkraft liegt deutlich über der Zugbelastung. Daher ist das Risiko des Versagens eines Hexentric im Sturzfall auch an die Festigkeit des Felses gekoppelt.
Um ein großes Spektrum an Klemmbreiten abdecken zu können, führen Kletterer zumeist mehrere Hexentrics verschiedener Größe sowie weitere Klemmgeräte, z. B. Klemmkeile mit sich. Hexentrics werden vorwiegend für große Rissbreiten eingesetzt. Sie decken etwa den gleichen Klemmbreitenbereich ab wie Friends, weisen gegenüber diesen jedoch zwei Vorteile auf: Eine besonders große Robustheit durch das Fehlen bewegter Teile und den vergleichsweise geringen Preis. Hexentrics werden von zahlreichen kommerziellen Herstellern angeboten. Typische Preise liegen bei ca. 8 € bis 20 € pro Stück.
Wegen ihrer Form und ihres typischen Klangs, der entsteht wenn mehrere Hexentrics am Gurt des Kletterers bei Bewegungen zusammenschlagen, werden sie in der Szene auch manchmal umgangssprachlich als „Kuhglocken“ bezeichnet.